# 栄町 (東村山市)
栄町（さかえちょう）は、東京都東村山市の町名。現行行政地名は栄町一丁目から三丁目。郵便番号189-0013。

## 地理
東村山市の南部に位置し、東は萩山町、西は富士見町、美住町、南は小平市小川西町（一点でのみ接する）・小川東町、北は本町、恩多町と接している。西武新宿線久米川駅を中心に市の商業中心地と中高層主体の住宅地が混在している。町設置以前の大字は久米川（府中街道以西は野口）であり、駅を中心に久米川と呼ばれる一帯である。（旧大字久米川の中心部である久米川町とは距離があり、こちらは「町」をつけて区別する）

### 河川

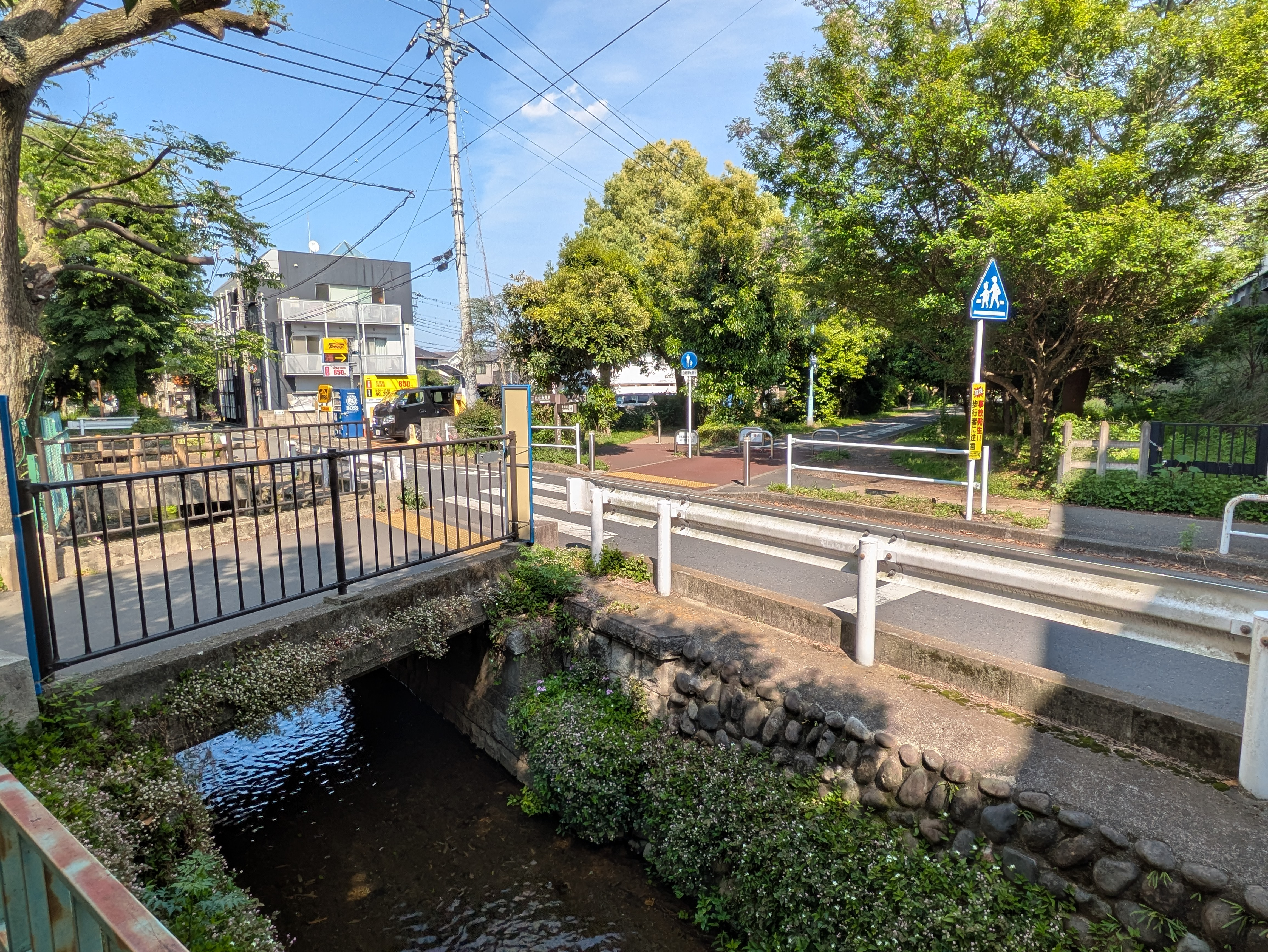
八坂駅直下での、多摩湖自転車歩行者道路と野火止用水交差部

- 空堀川
- 野火止用水

### 地価
住宅地の地価は、2017年（平成29年）1月1日の公示地価によれば、栄町3丁目4番15の地点で25万4000円/m2となっている。東村山市で最も地価が高い。

## 歴史
1968年5月に大字久米川などの一部から成立。

### 地名の由来
ますます発展して栄える町になるようにとの 願いから「栄町」と名付けられた。

## 世帯数と人口
2017年（平成29年）11月30日現在の世帯数と人口は以下の通りである。
| 丁目       | 世帯数    | 人口     |
| ---------- | --------- | -------- |
| 栄町一丁目 | 2,621世帯 | 5,311人  |
| 栄町二丁目 | 2,597世帯 | 4,330人  |
| 栄町三丁目 | 2,343世帯 | 4,276人  |
| 計         | 7,561世帯 | 13,917人 |

## 小・中学校の学区
市立小・中学校に通う場合、学区は以下の通りとなる。
| 丁目       | 番地                                           | 小学校                 | 中学校                     |
| ---------- | ---------------------------------------------- | ---------------------- | -------------------------- |
| 栄町一丁目 | 28〜36番地                                     | 東村山市立大岱小学校   | 東村山市立東村山第五中学校 |
| 栄町一丁目 | その他                                         | 東村山市立東萩山小学校 | 東村山市立東村山第三中学校 |
| 栄町二丁目 | 3〜8番地 22〜28番地 38〜41番地                 | 東村山市立東萩山小学校 | 東村山市立東村山第三中学校 |
| 栄町二丁目 | その他                                         | 東村山市立八坂小学校   | 東村山市立東村山第一中学校 |
| 栄町三丁目 | 6〜18番地 24番地の25 24番地の42〜66 33〜37番地 | 東村山市立八坂小学校   | 東村山市立東村山第一中学校 |
| 栄町三丁目 | 1〜5番地 34〜37番地                            | 東村山市立八坂小学校   | 東村山市立東村山第七中学校 |
| 栄町三丁目 | その他                                         | 東村山市立富士見小学校 | 東村山市立東村山第一中学校 |

## 交通

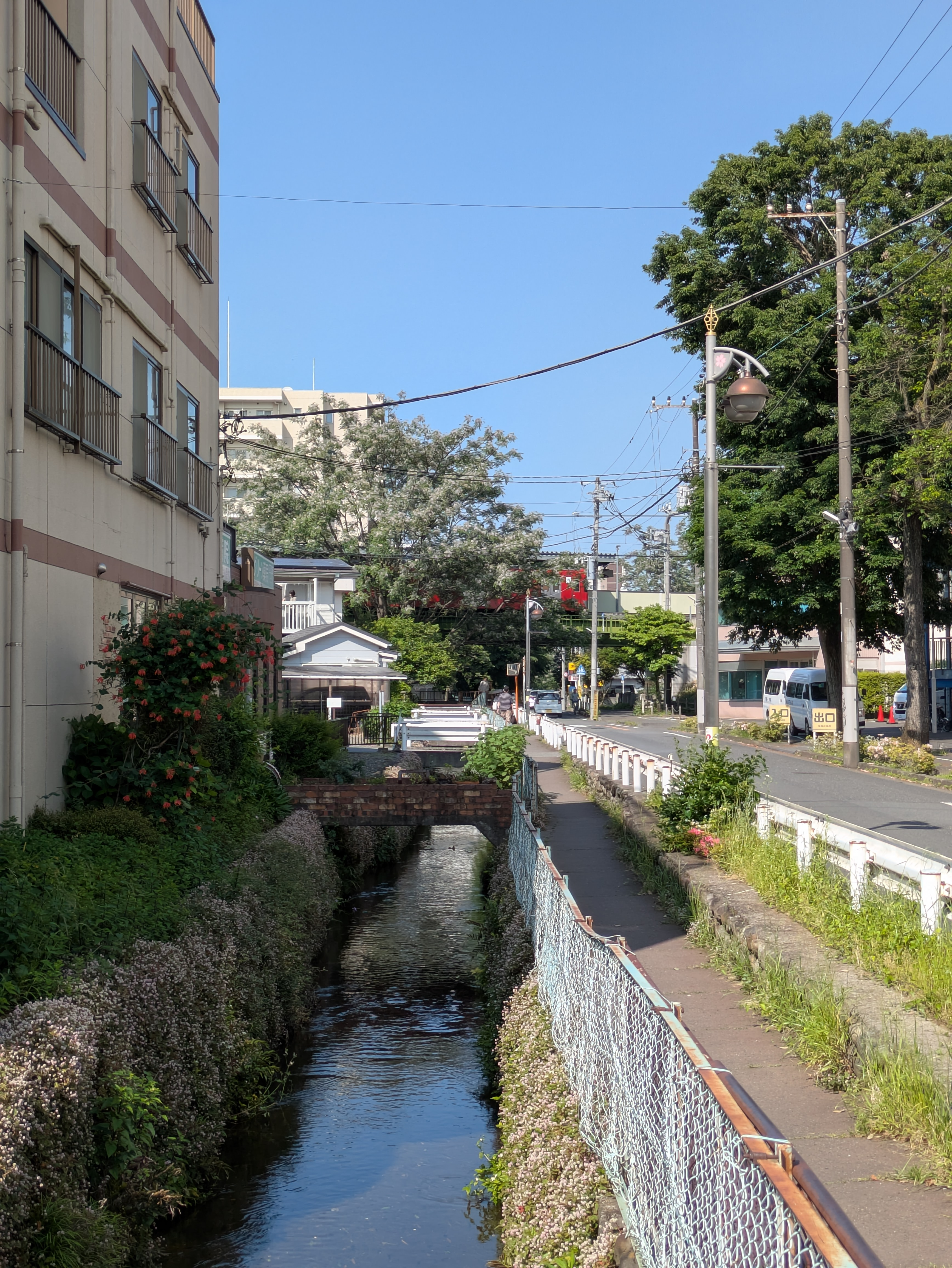
野火止用水と西武多摩川線

### 鉄道
| 街区内に存在する駅                                            |
| ------------------------------------------------------------- |
| 西武新宿線 - 久米川駅（SS 20） 西武多摩湖線 - 八坂駅（ST 05） |

### 道路
- 府中街道
- 新青梅街道
- 東京都道226号東村山清瀬線
- 東京都道253号保谷狭山自然公園自転車道線（多摩湖自転車歩行者道）

## 施設
- 東村山市立八坂小学校
- 東村山栄町郵便局
- 久米川駅前郵便局
- 八坂駅前郵便局
- みずほ銀行久米川支店
- りそな銀行久米川支店
- きらぼし銀行久米川支店・久米川駅前支店
- 八坂神社
- 九道の辻